# Брусенцево (Алтайский край)
Брусенцево — село в Усть-Пристанском районе Алтайского края. Административный центр сельского поселения Брусенцевский сельсовет.

## История
Основано в 1882 году. В 1928 году состояло из 635 хозяйств, основное население — русские. В административном отношении являлось центром Брусенцевкого сельсовета Пристанского района Бийского округа Сибирского края.

## Население
| 1926 | 1997  | 1998 | 1999 | 2000 | 2001 |
| ---- | ----- | ---- | ---- | ---- | ---- |
| 4118 | ↘1032 | ↘965 | ↘948 | ↗949 | ↘927 |
| 2002 | 2003  | 2004 | 2005 | 2006 | 2007 |
| ↘858 | ↗871  | ↘865 | ↘852 | ↘824 | ↘817 |
| 2008 | 2009  | 2010 | 2011 | 2012 | 2013 |
| ↘776 | ↘686  | ↘649 | ↘643 | ↘608 | ↘575 |

Национальный состав
Согласно результатам переписи 2002 года, в национальной структуре населения русские составляли 94 %.